# BVP M-80
BVP M-80, (Borbeno Vozilo Pešadije) je jugoslovansko gosenično pehotno bojno vozilo, proizvedeno v osemdesetih in devetdesetih letih dvajsetega stoletja za potrebe takratne Jugoslovanske ljudske armade. Po razpadu Jugoslavije so vozila prevzele njene naslednice in jih še danes uporabljajo. Vozilo je boje doživelo v vojnah v nekdanji Jugoslaviji ter v ruski invaziji na Ukrajino.

## Razvoj
Prve raziskave in razvoj M-80 se je začel leta 1969, leta 1974 pa je bil izdelan prvi prototip. Prvi primerki BVP M-80 so zapustili proizvodnjo leta 1979, v uporabo pa so prišli šele leta 1982. Leto kasneje je bil predstavljen nagrajen model z oznako M-80A. Ta varianta je imela močnejši motor in nekoliko boljši oklep. Pred razpadom države je bilo proizvedenih okoli 800 vozil.
Prva varianta z oznako M-80, ki je bila izdelana v majhnem številu. Vozilo je uporabljalo francoski motor z močjo 260 KM, motor je bil enak kot pri AMX-10P. Kasneje je Jugoslavija v domači FAMOS tovarnah začela proizvajati licenčni motor Daimler-Benz s 320 KM. Ta različica je dobila novo oznako M-80A.
V času izdelave je imel M-80A podobne karakteristike kot ostala obstoječa pehotna oklepna vozila, kot sta ruski BMP-1 ali francoski AMX 10P. Čeprav mnogi tuji strokovnjaki primerjajo M-80A z ruskim BMP-1, je jugoslovansko pehotno ojklepno vozilo plod domače izdelave. Za razliko od BMP-1, ki je imel 6 nosilnih koles in je bil oborožen s topom 73 mm, je M-80A imel 5 opornih koles in 20 mm top. M-80A vključuje številne elemente iz novejšega BMP-2 in francoskega AMX-10P, kar mu je dalo več moči in boljšo zaščito pred svojim nasprotnikom. Vsi M-80As so amfibijski in so opremljeni z dvojnimi V-3 lanserji.
Vozilo je bilo obsežno uporabljeno v vojnah v nekdanji Jugoslaviji. Leta 2022 je Slovenija po ruski invaziji na Ukrajino donirala 35 vozil Ukrajini.

## Kupola
20 mm avtomatski topovi, ki je bili prvotno nameščeni v prvi in drugi različici BVP M-80 (A) je imeli omejeno efektivno razdaljo do 1.500 metrov, njegov kaliber in dostopno strelivo pa ni imelo zadostne prebojne moči proti morebitnim sovražnim ciljem. Zato se je vojaški tehnični svet jugoslovanske ljudske armade leta 1978 odločil, da razvije nov sodobno kupolo in izboljša številne vidike BVP-M80. Pravi razvoj nove kupole se je začel z razvojem novih Zastavinih 30mm avtomatskih topov M86 leta 1985. Novo kupolo so poimenovali Vidra in so ji kasneje dali oznako M-91. Poleg novega 30 mm žiroskopsko stabiliziranega avtomatskega topa je bila opremljena z lanserji dimnih granat, izboljšanimi dnevno/nočnimi merki in lanserji SACLOS 9M14 Malyutka. Kupola se je premikala s pomočjo servo-hidravličnega mehanizma, elevacijo topa pa je bilo mogoče spreminjati z električnim motorjem. Tako izboljšana kupola imenovana Vidra je bil nameščen na M-80A1.
Kasneje v poznih devetdesetih letih in v začetku leta 2000 je izvirna kupola Vidra dobila številne manjše izboljšave, ki so izboljšale splošno uporabo in dobila novo oznako M-91E. Z izboljšano različico je bilo mogoče uporabiti dva različna topa, poleg avtomatskega topa M-86 30mm pa je bilo načrtovano namestitev 30-milimetrskega avtomatskega topa Zastave M-89, ki ima dvojni polnilnik, tako da lahko istočasno uporablja dve različni vrsti streliva. V razvoju je nova kupola, ki bo lahko nosila nove radijsko vodene protipovidne rakete z dometom do 5 km in novi 30 mm avtomatski top verjetno za strelivo 30 x 173 za uporabo v posodobljenem BVP M-80AB1.
Poleg BVP M-80 je posodobljena kupolo Vidra možno namestiti tudi na ostala bojna vozila kot je npr. BTR-50. 

## Karakteristike
M-80A je oborožen z 20 mm avtomatskim topom, koaksialnim mitraljezom 7,62 mm in dvojnim lanserjem žično vodenih protitankovskih raket. Ima NBC zaščito, sistem za gašenje, notranjo gretje in sistem za odstranjevanje vode. Je popolnoma amfibijsko in omogoča prečkanje vseh vodnih pregrad brez predhodne priprave. Maksimalna hitrost v vodi je 7 km/h. Posadko sestavljajo trije člani, voznik, poveljnik in namerilec, zadaj je prostor za šest popolnoma opremljenih vojakov in poveljnika oddelka. Ti lahko na sovražnika delujejo s svojim osebnim orožjem preko šest odprtin na bokih in zadnjih vratih vozila. Vojaki lahko v vozilo vstopajo ali izstopajo skozi dvoje zadnjih vrat.

## Različice
- M-80 - Prvi produkcijski model z 260 KM motor zamenjan po 1 letu.[5]
- M-80A - Izboljšana različica s 320 KM motorjem, popolna prozvodnja.[6]
- M-80A1 - Izboljšana različica z novo kupolo, ki se imenuje "Vidra" M-91.
- M-80A/98 - Nadaljnje izboljšave M-80A1 z novo kupolo, ki se imenuje "Vidra" oznaka M-96 ter kasneje M80A/98. Javno predstavljena leta 2004;
- M-80A KC - Vozilo poveljnika čete.
- M-80A KB - Vozilo poveljnika bataljona.
- M-80A Sn - Medicinsko brez kupole. Ena loputa na strehi ter ena zadnja vrata.Prostor za 4 nosila ali 6 sedečih ranjencev.
- M-80A LT - Tank lovec različica s šest NA-3 raket.
- Sava M-90 - raketna platforma za rakete zemlja-zrak SA-13 , oznaka Strela-10MJ, prototip.
- PLJUNIL 30/2 - Samovozni protiletalski top. Novi model kupole imenova "Foka", z dvema topovoma Zastave 30 mm z elevacijo od -5 do +85 stopinj. Sistem upravljanja ognja na podlagi podatkov radarja. Posadka 3 člani in 4 vojaki. Nadomestil naj bi vozila M-53/59 Praga.[3]
- MOS - samovozni polagalec min.
- M-80AK/M-98A - nova kupola z 30mm M86 topom ali 30 mm dvojno polnilnim M89 topom.[7]
- M-80AB1 - Najnovejša nadgrajena različica vključuje napreden oklep, opremo za nadzor ognja, optoelektronski sistem, metalec dimnih min in možnost za namestitev novih protitankovskih raket 9M14 Malyutka.[8]

## Uporabniki

### Trenutni uporabniki
- - 103+ M-80A[9]
- - 104 M-80A + 24 9P113 Polo
- - 550 M-80A - Vojska Srbije načrt za nadgradnjo 220 vozil na standard BVP М-80AB1 do leta 2020.
- - 14 M-80A v rezervi
- - 38 M-80A (donirala Slovenija 2022)[2][10]

### Nekdanji uporabniki
- - Prenesen na njene naslednice.